# Kicker (Sportmagazin)
Der Kicker (Eigenschreibweise kicker) ist eine zweimal wöchentlich erscheinende Sportzeitschrift. Sie beschäftigt sich zum größten Teil mit Fußball.
Die Chefredaktion besteht seit 2014 aus Jörg Jakob, Rainer Franzke und Alexander Wagner. Die verkaufte Auflage der Montagausgabe liegt bei 60.515 Exemplaren, die der Donnerstagausgabe bei 55.771 Exemplaren. Neben dem Hauptsitz der Redaktion in Nürnberg arbeiten Redakteure in vier Außenredaktionen (Berlin, Offenbach am Main, Peine und Köln). Die Zeitschrift wird an bis zu zwölf Druckorten gleichzeitig gedruckt. Im Jahr 2020 feierte der kicker 100-jähriges Jubiläum, zu welchem am 8. Dezember 2020 ein Sonderheft erschien.
Der Kicker ist Gründungsmitglied der ESM (European Sports Media), einem Verband von Fußballpublikationen.

## Geschichte

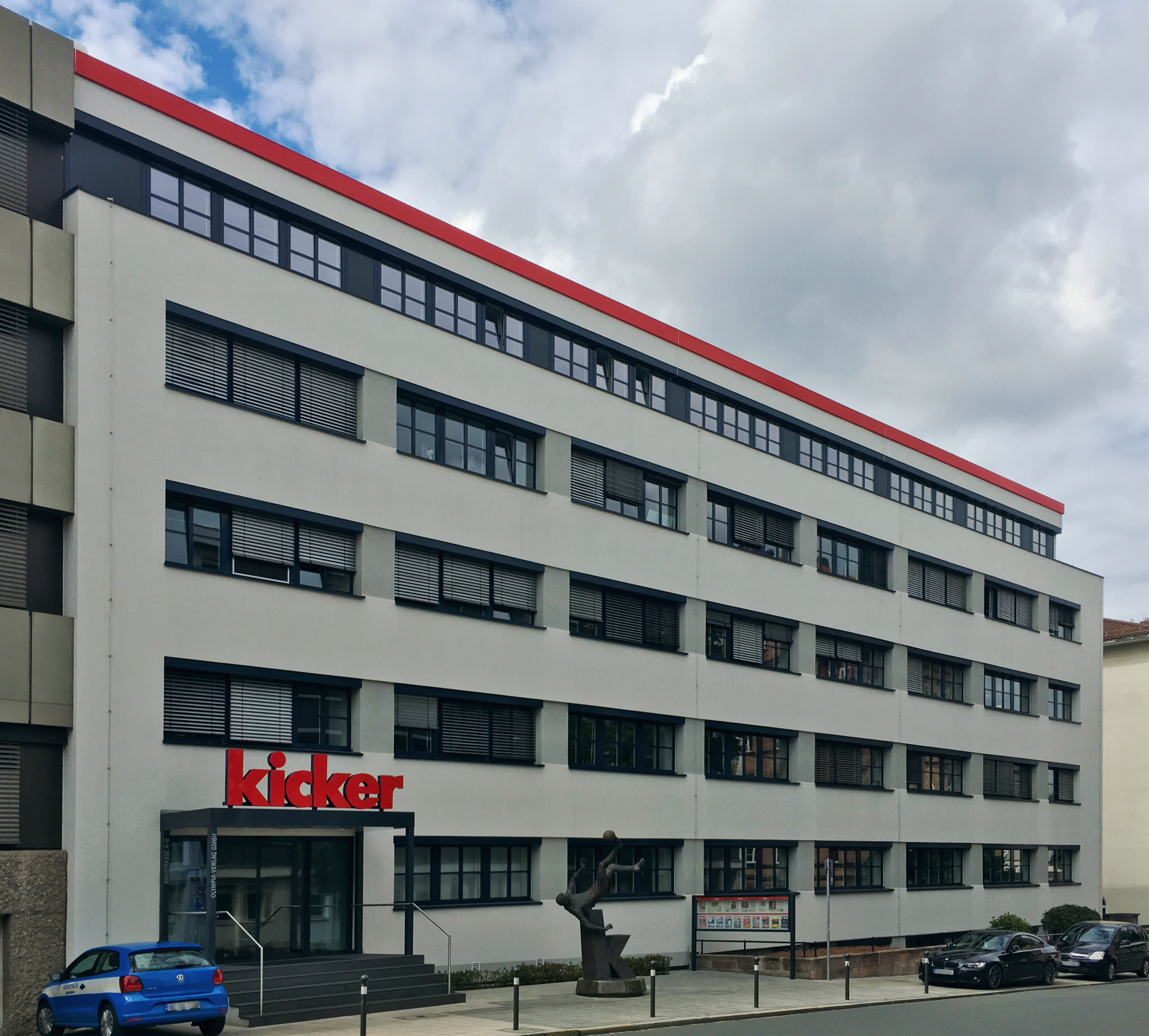
Hauptsitz der Redaktion des Kicker in Nürnberg mit der Kicker-Statue vor dem Haupteingang

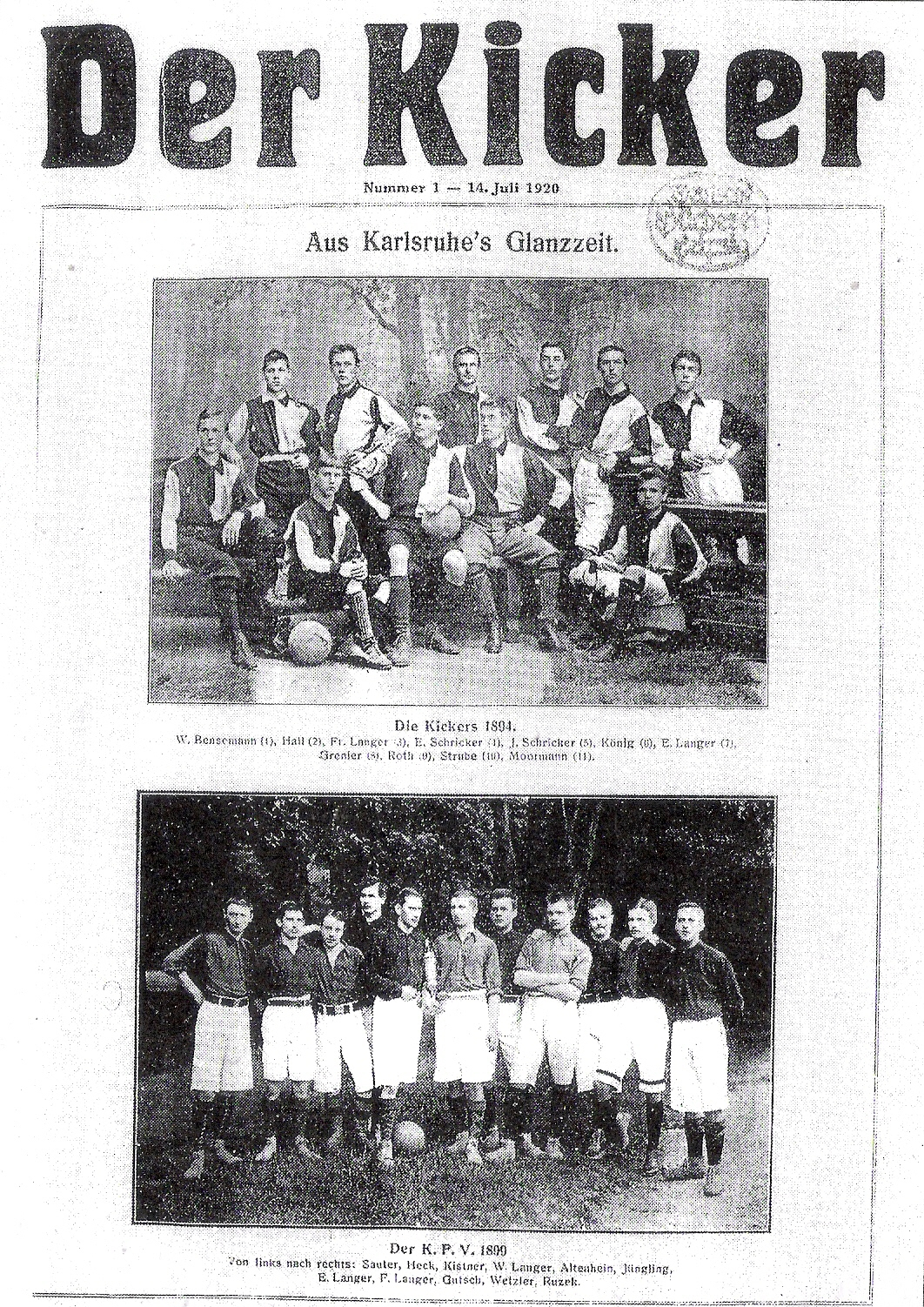
Titelblatt des ersten Kicker vom 14. Juli 1920

Am 14. Juli 1920 erschien erstmals der von Walther Bensemann in Konstanz gegründete Kicker. Der Redaktionssitz wechselte in den darauffolgenden Jahren über Stuttgart (ab Oktober 1921) und Ludwigshafen am Rhein (ab März 1925) nach Nürnberg, wo die Zeitung ab dem 1. Oktober 1926 wöchentlich erschien. 1933 wurde mit der Machtergreifung der Nationalsozialisten der Kicker arisiert. Bensemann, der Jude war, musste die Leitung aufgeben und emigrierte in die Schweiz und starb am 12. November 1934 in Montreux.
Bensemanns Nachfolger als Kicker-Chefredakteur wurde Hanns Jakob Müllenbach (1903–1944), der bereits 1920 bei der ersten Ausgabe mitgearbeitet hatte, und von jenem gefördert wurde. Er brachte das Blatt schnell auf Linie der Regierung und verunglimpfte Bensemann schon bald und ließ in einem Artikel über „Asphaltliteraten“ herziehen, die „das deutsche Wesen so verunglimpft … [und] teilweise allerdings nun die Flucht ergriffen hätten.“ „Einig. Furchtlos. Treu“ gab Müllenbach als Motto aus.
Kriegsbedingt wurde das Blatt ab April 1943 mit der Zeitschrift Fußball zusammengelegt und erschien fortan nur noch vierzehntäglich. Nach der Ausgabe vom 26. September 1944 (Ausgabe 20/1944) musste das Erscheinen schließlich ganz eingestellt werden.

### Nachkriegszeit
Nach dem Zweiten Weltkrieg wurde im 1946 gegründeten Olympia-Verlag eine Zeitschrift unter dem Titel Sport herausgegeben. Sie erschien erstmals am 6. November 1946 und berichtete zunächst vorwiegend über das Fußballgeschehen in der amerikanischen Besatzungszone, insbesondere über die schon 1945 ins Leben gerufene Fußball-Oberliga Süd, weitete ihre Berichterstattung aber schon bald auf ganz Deutschland aus, wobei der Schwerpunkt auf dem Geschehen in den Fußball-Oberligen lag. Zum Jahresbeginn 1948 wurde der Titel in Sport Magazin geändert.

### Sport MagazinundKicker(1951 bis 1968)
1951 gründete der ehemalige Chefredakteur Friedebert Becker den Kicker im Verlag Th. Martens & Co in München neu. Anlässlich des Länderspiels gegen die Türkei am 21. November 1951 erschienen am Folgetag die Nullnummer des neuen Kicker, der ab 10. Dezember 1951 regelmäßig einmal wöchentlich erschien und damit in Konkurrenz zum Sport-Magazin, trat. Bis September 1968 erschienen beide Titel parallel, wobei das Sport Magazin seit August 1953 zweimal wöchentlich herauskam. Während das Sport Magazin auch über andere Sportarten ausführlicher berichtete, wurde der Kicker in dieser Zeit seinem Untertitel Die Fußball-Illustrierte gerecht und informierte fast ausschließlich über Fußball, sowie gelegentlich Leichtathletik. Mit der Ausgabe 34/1964 erhielt der Kicker ein komplett neues Layout und änderte seinen Untertitel in Die Sportrevue. Das thematische Portfolio wurde entsprechend erweitert, wobei der Fußball klar im Vordergrund blieb. Diese Ausgabe weist auch erstmals den heute charakteristischen vierfarbigen Mantelteil auf. Ab Juli 1966 erschien der Kicker im Axel Springer Verlag, wobei Layout und Subtitel zunächst unverändert blieben. Ab der Ausgabe 38/1967 ändert sich das Layout abermals grundlegend und der Subtitel lautet fortan Deutschlands größte Sportzeitung.

### Kicker-Sportmagazin
1968 erwarb der Olympia-Verlag den Kicker und vereinigte ihn mit seinem Sport Magazin und publizierte fortan das Kicker-sportmagazin, wobei Inhalt und Layout sich stark am bisherigen Sport Magazin orientierte. Am 7. Oktober 1968 erschien die erste Ausgabe des Fusionsheftes mit den Chefredakteuren Karl-Heinz Heimann (vom Kicker) und Hans Fiederer (vom Sport Magazin). Seitdem erscheint das Heft in der Regel zweimal wöchentlich, und zwar regulär montags und donnerstags, wobei nur die Montagsausgabe einen farbigen Mantelteil auf Hochglanzpapier aufweist. Ab 2003 erschien auch die Donnerstagsausgabe mit farbigen Fotos und wird seit 2009 ebenfalls durchgehend in Farbdruck gestaltet.

### Kicker-fuwo
Zum Jahresbeginn 1993 wurde Die neue Fußballwoche (fuwo) vom Kicker-Sportmagazin übernommen und nach nur sieben Ausgaben unter dem Titel Kicker/fuwo, die nur in den neuen Bundesländern erschienen waren, schon im Februar 1993 eingestellt.

## Aufbau des heutigen Kicker
Heute erscheint die Zeitschrift zweimal wöchentlich, montags und donnerstags, und seit 2009 auch komplett in Farbdruck. Bei Feiertagen kann sich der Erscheinungstag verschieben, zu Weihnachten und zum Jahreswechsel entfallen häufig einzelne Ausgaben. Die beiden Ausgaben des Kicker sind unterschiedlich aufgebaut. 2018 wurde im Zuge eines Relaunchs der Printausgabe und der Digitalauftritte das Logo vereinheitlicht. Auffälligste Änderung war, dass der Zusatz „Sportmagazin“ wegfiel.

### Kicker am Montag
Der Montagskicker kostet 4,00 € und enthält meist zwischen 80 und 96 Seiten. Er ist optisch in zwei Teile gegliedert. Es gibt einen Mantelteil, der geheftet ist und aus dünnem Magazinpapier besteht, und einen ungebundenen Innenteil, der aus herkömmlichem Zeitungspapier besteht. Der Mantelteil enthält ein Inhaltsverzeichnis und größere Berichte und Reportagen, während im Innenteil eher über Aktuelles berichtet wird. Der Außenteil verfügt über einen für Magazine üblichen Anteil an Werbung, während der Innenteil weitgehend werbefrei ist.
Der Inhalt hängt stark vom aktuellen Fußballgeschehen ab. Regelmäßig wird über Folgendes berichtet:
- Fußball-Bundesliga
- Deutsche Fußballnationalmannschaft (Kurzberichte auch über die Juniorennationalteams)
- Deutsche Frauenfußball-Bundesliga (Berichte auch über die deutsche Fußballnationalmannschaft der Frauen)
- Premier League (England)
- Primera División (Spanien)
- Serie A (Italien)
- andere internationale Fußballligen (allerdings weniger umfangreich)
- 2. Fußball-Bundesliga
- 3. Liga
- Fußball-Regionalliga
- die Formel 1
- andere Sportarten (je nach aktuellem Anlass wechselnd)

### Kicker am Donnerstag
Der Donnerstagskicker kostet 2,60 € und enthält meist 48 Seiten. Er besteht im Gegensatz zum Montagskicker komplett aus Zeitungspapier und enthält kaum Werbung. Im Vergleich zum Montagskicker berichtet der Donnerstagskicker fast nur über aktuelle Geschehnisse; Serien oder Reportagen sind die Ausnahme. Auf ein Inhaltsverzeichnis wird verzichtet. Thematisch gesehen sind die beiden Hefte bis auf kleinere Ausnahmen identisch.

### Kicker Digital
Am 14. August 2012 kündigte der Olympia-Verlag an, den Kicker bereits am Sonntag- und Mittwochabend in einer digitalen Ausgabe herausbringen zu wollen. Der Kicker am Sonntagabend kostet 2,29 €, für den Kicker am Mittwochabend werden 1,99 € verlangt.
Hintergrund war die Ankündigung des Axel Springer Verlags, die Sport Bild am Sonntagabend ebenfalls in einer digitalen Ausgabe zu liefern. Die ersten Ausgaben erschienen zum Start der Fußball-Bundesligasaison 2012/13.

## Auflage
Die verkaufte Auflage der Montagsausgabe beträgt aktuell 60.515 Exemplare, ein Minus von 79,2 Prozent seit 1998. Der Anteil der Abonnements an der verkauften Auflage liegt bei 61,2 Prozent. Die verkaufte Auflage der Donnerstagsausgabe beträgt aktuell 55.771 Exemplare, ein Minus von 77,1 Prozent seit 1998. Der Anteil der Abonnements an der verkauften Auflage liegt bei 63,1 Prozent.
| 1998   | 1999   | 2000   | 2001   | 2002   | 2003   | 2004   | 2005   | 2006   | 2007   | 2008   | 2009   | 2010   | 2011   | 2012   | 2013   | 2014   | 2015   | 2016   | 2017   | 2018   | 2019   | 2020   | 2021  | 2022  | 2023  | 2024  |
| ------ | ------ | ------ | ------ | ------ | ------ | ------ | ------ | ------ | ------ | ------ | ------ | ------ | ------ | ------ | ------ | ------ | ------ | ------ | ------ | ------ | ------ | ------ | ----- | ----- | ----- | ----- |
| 290824 | 279617 | 262423 | 250388 | 238058 | 222099 | 234455 | 218469 | 221871 | 219094 | 205067 | 203780 | 194398 | 188089 | 185877 | 185247 | 165923 | 154862 | 143335 | 122520 | 120767 | 114721 | 103005 | 86620 | 69871 | 69051 | 63936 |

| 1998   | 1999   | 2000   | 2001   | 2002   | 2003   | 2004   | 2005   | 2006   | 2007   | 2008   | 2009   | 2010   | 2011   | 2012   | 2013   | 2014   | 2015   | 2016   | 2017   | 2018   | 2019   | 2020  | 2021  | 2022  | 2023  | 2024  |
| ------ | ------ | ------ | ------ | ------ | ------ | ------ | ------ | ------ | ------ | ------ | ------ | ------ | ------ | ------ | ------ | ------ | ------ | ------ | ------ | ------ | ------ | ----- | ----- | ----- | ----- | ----- |
| 243116 | 240376 | 223643 | 213838 | 208242 | 204186 | 211956 | 200328 | 202175 | 194827 | 183243 | 177113 | 168703 | 147716 | 165823 | 156066 | 144552 | 129159 | 131861 | 117505 | 110996 | 106769 | 96242 | 81616 | 65763 | 63577 | 58625 |

## Ableger/Sonderpublikationen

### fußball magazin
Ab Oktober 1976 brachte der Kicker das fußball magazin heraus, ein rund 100 Seiten umfassendes Magazin mit zahlreichen Interviews, Hintergrundberichten und Porttraitgeschichten zu Vereinen und einzelnen Spielern, häufig unter Einbeziehung von derer Privatleben (Hausbesuche). So sind neben vielen Spielszenenfotos auch regelmäßig private Fotos mit Abbildungen von Wohnhäusern, Autos und Ehefrauen der Spieler zu sehen. Die Hefte sind insgesamt sehr reich bebildert und weisen dabei einen hohen Anteil an Farbfotos auf. Eine feste Einrichtung war das mehrseitige Postkarteninterview Fragen Sie Ihren Star, bei dem die Leser Interviewfragen per Postkarten einsenden konnten, die von dem jeweiligen „Star“ in der nächsten Ausgabe beantwortet wurden. Zunächst erschien die Zeitschrift alle zwei bis drei Monate, ab März 1978 im festen Zweimonatsrhythmus. Bis zum Jahresende 1978 waren die Ausgaben fortlaufend nummeriert (Ausgaben 1 bis 13), ab 1979 nach dem jeweiligen Jahrgang. Die Ausgabe 3/1984 [Mai/Juni] fungierte als Sonderheft zur Europameisterschaft 1984 und stellte damit das erste EM-Sonderheft aus dem Olympia-Verlag dar (ab 1988 erschienen die EM-Sonderhefte unter dem Titel Kicker). Ab Januar 1986 erschienen das fußball magazin monatlich, um der Kicker-Redaktion die Möglichkeit zu geben, „noch mehr interessante Themen aufzugreifen und sich intensiver zu widmen“. Die monatliche Erscheinungsweise wurde mit der April-Ausgabe 1991 eingestellt und das Konzept der Reihe grundlegend geändert. Es erschienen fortan nurmehr zweimal im Jahr Bilanzhefte zur Bundesligasaison, jeweils eines zur Winterpause (ab Ausgabe 1/1992, letztmals 1/1997) und eines zum Saisonabschluss (ab Ausgabe 5/1991, letztmals 2/1997). Die letzte Ausgabe des fußball magazin erschien im Sommer 1997 als Doppeltitel mit Kicker unter der Bezeichnung Finale im Sommer 1997 und ist damit gleichzeitig die Erstausgabe dieser bis heute erscheinenden Kicker-Reihe (seit 2013 unter dem Namen Bilanz). Im Sommer 1991 erschien außerdem einmalig eine Europapokalvorschau (Ausgabe 6/1991). Inklusive des Doppeltitels mit Kicker (fm 2/1997, Finale 1996/97) sind insgesamt 133 Ausgaben des fußball magazin erschienen.

### Sonderhefte
Neben den zweimal wöchentlich erscheinenden regulären Ausgaben des Kicker gibt der Olympia-Verlag eine Vielzahl von Sonderheften heraus, die unter der Marke Kicker erscheinen.

#### Fußball
Im Bereich des Fußballs erscheinen Sonderhefte:
- zum Start jeder Fußball-Bundesliga-Saison (erscheint auch als Blindenschrift-Ausgabe; Mitherausgeber: Deutsche Blindenstudienanstalt) (seit 1963, regelmäßig seit 1969)
- zwei Nachträge für das Bundesliga-Sonderheft nach Ende der Sommer- und Wintertransferphase Anfang September und Anfang Februar (in der jeweilig nachfolgenden Montagsausgabe)
- nach Ende einer Fußball-Bundesliga-Saison (Sonderheft „Die große Bilanz“, bis 2011 „Finale“) (seit 1997)
- zu bestimmten Jubiläen der Fußball-Bundesliga („Kicker Spezial“ zu 20, 25, 30 und 40 Jahren Bundesliga und „Kicker Edition“ zu 50 Jahren Bundesliga)
- vor Beginn der Endrunden der UEFA Champions League und der UEFA Europa League (seit 1997)
- vor Beginn der KO-Runden der UEFA Champions League und der UEFA Europa League im Februar (seit 2014)
- Extrahefte für die Fußball-Regionalliga im August sowie bis 2014 für die ersten Ligen von England, Italien und Spanien im September (in Montagsausgaben)
- zum Saisonbeginn im September für die größten ersten Ligen in Europa (seit 2015)
- vor Fußball-Weltmeisterschaften (seit 1962)
- vor Fußball-Europameisterschaften (seit 1988, 1984 in der Reihe „Fußball Magazin“)
- einmalig zum FIFA-Konföderationen-Pokal 2005 in Deutschland
- einmalig zur Fußball-Weltmeisterschaft der Frauen 2011 in Deutschland
- teilweise Extrahefte für kleinere Turniere, z. B. Fußball-Europameisterschaft der Frauen, U-21-Fußball-Europameisterschaft
- teilweise zu großen Ereignissen einzelner Fußballvereine (FC Bayern München 2013, 2015; Borussia Dortmund 2015)

Die Hefte vor Beginn der jeweiligen Turniere enthalten neben Mannschafts- und Spielerauflistungen alles rund um den Fußball, das Sonderheft Die große Bilanz enthält vor allem Analysen und Statistiken zur vergangenen Saison und trägt den Stil einer Saisonchronik.
Die Bundesliga-Sonderhefte (Saisonvorschau) galten bei Fußballfans lange als (wegen der Farbgestaltung der Cover) „Rote Bibel“ und unverzichtbares Nachschlagewerk zur Saison. Mit dem Aufkommen des Internet hat diese Bedeutung etwas nachgelassen. Im Sommer 1969 erschien mit der Sondernummer A das erste Heft der heute berühmten und bei Sammlern begehrten Reihe der Bundesliga-Sonderhefte. Bereits 1963 und 1968 waren Sonderhefte des Kicker erschienen, die sich in Gestaltung und Inhalt von denen ab 1969 aber noch deutlich unterschieden, so enthielten diese Hefte keine Farbfotos und auch keine Informationen zu den Regionalligen oder anderen Wettbewerben. Als direkte Vorläufer der Kicker-sportmagazin-Sonderheftreihe können dagegen die drei ab 1966 erschienenen Bundesliga-Vorschauhefte des Sport-Magazin gelten, die zwar ebenfalls noch ohne die farbigen Mannschaftsfotos auskommen, davon abgesehen jedoch inhaltlich und auch vom Layout der späteren Reihe bereits sehr nahekommen. Die Besonderheit der Bundesliga-Sonderhefte sind neben den umfangreichen Statistiken und Berichten über die Bundesligamannschaften die ganzseitigen Farbfotos der Mannschaften. Zunächst waren nur die Mannschaften der 1. Bundesliga im Heft vertreten. Seit 1978 waren auch – in den ersten drei Jahren zunächst halbseitige – Fotos der Zweitligisten hinzugekommen. Seit dieser Ausgabe war auch das bis zur Ausgabe 2017/18 erhaltene charakteristische Rot prägend für das Coverdesign der Sonderhefte. Die Ausgabe 2018/19 erschien nach einem generellen Facelift der Zeitschriftenreihe in einem dunkleren Rotton und mit neuem Layout.
Seit 1981 enthält jedes Bundesliga-Sonderheft eine Stecktabelle (anfangs „Kicker-Supertabelle“) aus Pappe, mit der im Laufe der Saison der jeweilige Tabellenstand mit kleinen Papplogos der Vereine in einer stufigen Tabellentreppe gesteckt werden kann. Die erste Stecktabelle 1981/82 umfasste nur die 1. Bundesliga. Seit 1982/83 war die 2. Bundesliga und ab 2000/01 auch die drittklassige Regionalliga (mit etwas kleineren Vereinslogos) abgebildet. Seit Einführung der 3. Liga ist diese statt der Regionalliga auf der Stecktabelle dargestellt. Noch immer sind die Logos der Drittligisten etwas kleiner als die der Vereine der 1. und 2. Bundesliga.

#### Andere Sportarten
Neben dem Fußball erscheinen oder erschienen auch zu anderen Sportarten regelmäßig Sonderhefte:
- Handball: zum Saisonstart der Handball-Bundesliga (in Kooperation mit Sport Kurier, nur 1989 und 1990)
- Motorsport (seit 2001, bis 2017 als Formel 1-Sonderheft)
- Basketball: zum Saisonstart der Basketball-Bundesliga (2006–2010)
- Eishockey: zum Saisonstart der DEL (2003–2009)
- Extraheft zum Saisonstart der DTM
- Extraheft zur Tour de France (2003–2006, seit 2017)
- Extraheft mit Sportterminen des kommenden Jahres in der letzten Ausgabe jedes Jahres (bis 2019 / für 2020)

### Sportbücher
Unter dem Namen „Kicker“ erscheinen auch zahlreiche Sportbücher. Hierzu zählen das jährlich neu aufgelegte Fußball-Lexikon Kicker-Almanach sowie die Reihe Edition, die in unregelmäßigen Abständen ein besonderes Fußballthema, wie z. B. das Wunder von Bern, behandelt. Seit 2015 gibt es die Reihe Legenden & Idole über berühmte Sportpersönlichkeiten.

### Jugendkicker
Von 1981 bis 1986 lag dem Kicker-sportmagazin monatlich ein Jugendkicker bei. Darin wurden Themen rund um den Juniorenfußball in Deutschland behandelt, z. B. die Endrunde der deutschen A- und B-Jugendmeisterschaften, Jugendnationalmannschaften oder Porträts junger Profis in der Bundesliga. Außerdem wurden Tipps für Jugendfußballer, z. B. Trainingsanleitungen, beschrieben oder Juniorenteams, auch von erfolgreichen kleineren Ortschaften, vorgestellt. Zu jedem Jugendkicker gehörte am Ende ein Comic, ab 1987 feste Rubrik in der Montagsausgabe, die Mitte der 1990er Jahre wieder eingestellt wurde.
Zeitweise wurde vom Jugendkicker die Auszeichnung Talent des Monats an Jugendfußballer und Jugendfußballerinnen verliehen.

## kicker.de
Das Online-Angebot existiert seit 1997. Am Anfang des Jahres war es zunächst in AOL eingebettet, dann ab Juni über eine eigene Domäne zu erreichen. Kicker online wurde im Auftrag des Olympia-Verlags aus Nürnberg von der ebenfalls dort ansässigen digital nervous systems GmbH in große Datenbanken übertragen, in denen mittlerweile mehr als zehn Gigabyte an Spielernamen und -daten, Analysen, Tabellen und Berichten abrufbar sind. Kicker online beschäftigt ca. 30 – teils feste, teils freie – Mitarbeiter. Die Online-Redaktion berichtet mit Hilfe eines Live-Tickers über alle großen Sportevents sowie über rund 80 internationale Ligen. Laut Aussagen des damaligen Herausgebers Rainer Holzschuh zählte die kicker Website im Jahr 2020 rund 2,2 Milliarden Seitenaufrufe pro Monat und stellte damit das mit Abstand am häufigsten besuchte Online-Sportportal in Deutschland dar.
Seit April 2014 hat der kicker auch eine eSport-Sektion. Kicker eSport berichtet über die Geschehnisse im eSport mit besonderem Schwerpunkt auf Sportspiele. Die Redaktion wird inhaltlich von EarlyGame unterstützt.
Seit Juni 2020 ist das Tool SpeechKit auf der Website integriert. Damit können Artikel nun auch vorgelesen werden. Mittlerweile sind über 8.200 Audioartikel verfügbar.
Seit Juli 2024 existiert der kostenpflichtige Bereich kicker+.

## kicker.tv
Seit April 2008 werden unter dem Titel kicker.tv Videos angeboten. Die Videos wurden bis Dezember 2017 von Spiegel TV produziert und auch auf Spiegel Online ausgestrahlt. Seit Januar 2018 werden die Videos von mediaTTor produziert.
Von Mai 2016 bis Mai 2018 wurde eine gemeinsame Fußball-Talkshow von Eurosport und dem Kicker auf Eurosport 1 und kicker.de ausgestrahlt. Von Mai 2016 bis Mai 2017 trug die Sendung den Titel kicker.tv – Der Talk, wurde montags um 18:15 Uhr ausgestrahlt und von Marco Hagemann moderiert. Von August 2017 bis Mai 2018 trug sie den Titel TGIM – Der kicker.tv Talk, wurde freitags um 22:45 Uhr ausgestrahlt und abwechselnd von Marco Hagemann und Wolfgang Nadvornik moderiert. Produziert wurde die Sendung von mediaTTor.
Im Juli 2019 wurde der Podcast kicker meets DAZN gestartet. Dort sprechen die beiden Moderatoren Alex Schlüter und Benni Zander mit prominenten Gästen und kicker-Reportern über aktuelle Ereignisse aus der Fußballwelt.
Seit 31. März 2020 ist die vierteilige Dokumentation Die Institution – 100 Jahre kicker nach sechsmonatiger Produktion auf DAZN abrufbar, welche einen umfassenden Blick hinter die Kulissen des kickers bietet. Sechs Monate lang tauchten die Filmemacher in die kicker-Welt ein und begleiteten Redakteure ins Stadion, in die Redaktion und in Konferenzen. Sie befragten mehrere Größen des Fußballbusiness wie Uli Hoeneß oder Jürgen Klopp über ihre Beziehung zum kicker und über den Einfluss und die Bedeutung des Mediums.

## Managerspiel
Das seit 1991 in der Druckversion existierende Kicker-Managerspiel ist seit 1997 auch online spielbar. Mehr als 270.000 registrierte Mitspieler versuchten Woche für Woche, mit der von ihnen aufgestellten Mannschaft möglichst hohe Wertungen zu erzielen. Die Punktzahl errechnete sich dabei aus den von Kicker-Redakteuren vergebenen Noten für die Bundesligaspieler sowie Toren und persönlichen Strafen. Im Internet wurde zwischen einer Classic- und einer Interactive-Version unterschieden; bei letzterer können die Mitglieder aus ihrem Kader jeden Spieltag eine andere Mannschaft zusammenstellen.
Seit der Saison 2006/07 gibt es das Managerspiel in beiden Varianten auch für die 2. Bundesliga. Zwischen 2007/08 und 2019/20 wurde zusätzlich eine Pro-Variante angeboten, in der sich bis zu 18 Mitspieler zu einer Managerliga zusammenschließen können. Seit der Saison 2008/09 waren die Classic- und Interactive-Variante auch für die neue 3. Liga verfügbar. Abgelöst wurde das Managerspiel Pro im Jahr 2020 von der kostenlosen App Matchday für iOS und Android, die aber 2023 wieder abgeschafft wurde.

## Vergebene Auszeichnungen
- Seit 1968 vergibt der Kicker jährlich die Torjägerkanone an den Torschützenkönig der Bundesliga, die ab 1966 vom Sportmagazin vergeben worden war.
- Die European Sports Media, bei der der Kicker Mitglied ist, vergibt jährlich den Goldenen Schuh (Golden Shoe) an den besten Torjäger Europas.
- Zusammen mit den Mitgliedern des Verbands Deutscher Sportjournalisten (VDS) ehrt der Kicker zudem jährlich die männlichen und weiblichen Fußballer des Jahres, den Trainer des Jahres und prämiert das Sportfoto des Jahres.[20]
- Seit 1990 vergibt der Kicker außerdem an die herausragendste Persönlichkeit des deutschen Fußballs den Titel Persönlichkeit des Jahres (bis 2019 Mann des Jahres).
- Darüber hinaus lässt der Kicker seit 1974 von seinen Lesern am Ende jeder Bundesliga-Saison die Kicker des Jahres wählen. Aktuell lauten die Kategorien Torhüter, Abwehr, Mittelfeld, Sturm, Trainer und Newcomer. Die Sieger in jeder Kategorie erhalten das Goldene k. Maßgeblich für die Entscheidung der Leser soll laut Kicker neben der Leistung der jeweiligen Saison vor allem Sympathie, Fairness und Auftreten sein.
- Zweimal jährlich erstellt der Kicker zudem die Rangliste des deutschen Fußballs. Dies ist allerdings keine offizielle Auszeichnung, vielmehr eine Einordnung der Bundesligaspieler.
- Seit 2006 in Zusammenarbeit mit der Deutschen Akademie für Fußball-Kultur wird der Walther-Bensemann-Preis verliehen.

## Erhaltene Auszeichnungen
- Herbert-Award als Beste Sportfachzeitschrift: 2013[21]
- Bayerischer Sportpreis für herausragende Präsentation des Sports: 2020[22]

## Sonstiges
- Der Kicker ist Partner der Deutschen Akademie für Fußball-Kultur.
- 2008 rügte der Deutsche Presserat das Magazin wegen Verstoßes gegen den Pressekodex. Es hatte nach Feststellung des Presserats gegen das Gebot von Trennung zwischen redaktionellem Teil und Anzeigen verstoßen.[23] 2010 wurde dem Kicker-Sportmagazin erneut eine Rüge erteilt. Im WM-Sonderheft 2010 hatte der zuständige Ausschuss des Deutschen Presserats Schleichwerbung nach Richtlinie 7.2 erkannt.[24]